# Drótszőrű foxterrier
A drótszőrű foxterrier a terrierek csoportjába tartozó kutyafajta, amelyet elsősorban Angliában tenyésztettek ki a 19. században. Ez a fajta rendkívül aktív, intelligens, és kiváló vadászképességekkel rendelkezik, különösen a rókavadászatban. Nevét a szőrzete jellegzetességeiről kapta: durva, drótszerű szőrzete hatékonyan védi a szabadban végzett munka során.
Ez a fajta különösen népszerű családi kedvencként, mivel barátságos természete és energikus viselkedése miatt jól illeszkedik aktív életmódot folytató gazdákhoz. A drótszőrű foxterrier könnyen tanítható, de következetes nevelést igényel, mivel makacs jellemvonásokkal is rendelkezhet.

## Méretei
- Marmagasság: 35-40 cm
- Testtömeg: 7–8 kg
- Várható élettartam: 13-15 év

## Jellemzői
Az egész életét nagyrészt aktívan, egészségesen végigdolgozza. Szőrzetét leszámítva olyan, akár a rövidszőrű foxterrier, bundája durva és egyenetlen, melynek folytán jóval nehezebb beleharapni, illetve fogást találni rajta. Szőrét trimmelni kell, mert nyíratlan állapotban kócos, elhanyagolt állatnak tűnik. Foltozottsága általában fakóbb a simaszőrű változatnál. Természete nagyon robbanékony, játékos, örökmozgó, ám tapasztalatlan kutyatartóknak könnyen a fejére nőhet.

## Alkalmazása
Angol uralkodók róka kotorékozására tenyésztették ki. Elég bátor, harcias és kicsi volt ahhoz,hogy beküldjék a rókalyukba, és megküzdjön a rókával. Manapság róka-patkányvadászaton alkalmazzák, de vaddisznóhajtáson is kitűnően megállja a helyét.